# 9995 Alouette

9995 Alouette

9995 Alouette eller 4805 P-L är en asteroid i huvudbältet som upptäcktes den 24 september 1960 av den nederländsk-amerikanske astronomen Tom Gehrels och det nederländska astronomparet Ingrid van Houten-Groeneveld och Cornelis Johannes van Houten vid Palomarobservatoriet. Den är uppkallad efter den kanadensiska satelliten Alouette 1.
Asteroiden har en diameter på ungefär 3 kilometer och den tillhör asteroidgruppen Nysa.